# Данилов, Михаил Александрович (музыкант)
Михаил Александрович Данилов (14 марта 1947 - 17 февраля 1996) — русский, советский музыкант-балалаечник, лауреат международных конкурсов, заслуженный артист России (1992).

## Биография
Родился 14 марта 1947 года в Ровенской области, город Костополь.
В 1962 году поступил в музыкальное училище города Днепропетровска, которое закончил с отличием в 1966 году.
С 1966 по 1971 г. учился в Ленинградской консерватории им. Н. А. Римского — Корсакова (класс проф. Шалова А. Б.). Во время обучения, с 1966 по 1968 гг., выступал солистом Ленконцерта.
В 1968 году выступил на международном конкурсе, в рамках IX фестиваля молодёжи и студентов в г. София (Болгария), где ему присвоено звание лауреата (III место, бронзовая медаль).
С 1968 по 1970 солист Русского оркестра имени В. В. Андреева.
В 1971 году поступил в ассистентуру (класс проф. Шалова А. Б.), которую закончил в 1974 г., с перерывом на службу в рядах Советской Армии (1973—1974 гг.).
В 1972 году принимал участие на I Всероссийском конкурсе исполнителей на народных инструментов в Москве, где получил звание дипломанта.
С 1977 по 1987 гг. работал преподавателем кафедры народных инструментов Ленинградской Ордена Ленина Государственной Консерватории им. Римского — Корсакова.
В 1992 г. присвоено звание «Заслуженный артист РФ».
С 1995 по 1996 гг. избран заведующим кафедрой народных инструментов в Ленинградской консерватории им. Н.А.Римского — Корсакова.
В 90 гг. участвовал с успехом в концертных программах Камерного оркестра народных инструментов «Скоморохи»

## Творческий путь
В Днепропетровске окончил музыкальное училище и в 1967 году поступил в Ленинградскую консерваторию в класс А. Б. Шалова. Его незаурядная техника, музыкальность, прекрасное тремоло, певучий звук, а самое главное — фанатичная преданность и любовь к балалайке, сделали его имя популярным в консерваторской среде. В 1968 году на Международном фестивале в Софии Михаил Данилов получает бронзовую медаль, и с этого времени активизируется его концертная деятельность. После окончания консерватории была аспирантура, работа в Ленконцерте, ансамбле «Русское трио». Гастроли по России, записи на радио и телевидении, активная творческая дружба с Русским народным оркестром имени В. В. Андреева и, наконец, зарубежные турне с разными коллективами и солистами. Практически все страны Европы. Япония, Бразилия, США и Индия рукоплескали исполнительству талантливого балалаечника из России. Он щедро дарил свой талант людям. Его одержимость и трудоспособность были удивительны. Это был Артист, музыкант искры Божьей. Он был в числе первых, кто стал активно экспериментировать в репертуаре балалайки и симфонического оркестра. Первые опыты были в Манчестере, в 1989 году, когда был сыгран концерт С.Василенко для балалайки, обработки Б.Трояновского, Вариации Н.Будашкина «Вот мчится тройка» и ряд других пьес. И, наконец, в 1996 году последний блистательный концерт М. Данилова с Северным Нидерландским симфоническим оркестром, дирижёр Ян Стулен, где прозвучали сочинения Н. Паганини, А. Репникова. Бурная гастрольная деятельность (иногда по несколько месяцев подряд) ставила под угрозу его педагогическую работу в консерватории, а ей он очень гордился. Частые отъезды привели даже к его увольнению. Но в марте 1995 года Михаила Александровича избирают на должность заведующего кафедрой струнных народных инструментов Санкт-Петербургской консерватории. Он с энтузиазмом взялся за новое для него дело, планы — и учебные, и концертные были интересны. Но судьба распорядилась иначе…Его жизнь, как яркий свет метеорита, пролетела на одном дыхании…

## Награды
В 1968 году выступил на международном конкурсе, в рамках IX фестиваля молодёжи и студентов в г. София (Болгария), где ему присвоено звание лауреата (III место, бронзовая медаль).
С 1992 заслуженный артист Российской Федерации